# Asthena albeolata
Asthena albeolata är en fjärilsart som beskrevs av Jules Pièrre Rambur 1866. Asthena albeolata ingår i släktet Asthena och familjen mätare. Inga underarter finns listade i Catalogue of Life.